# Muziektheater (kunstvorm)
Muziektheater is  theater waarbij muziek een grote rol speelt. De muziek kan aangevuld worden door dialoog, monoloog, dans, mime en andere theatervormen. Muziektheater heeft een lange geschiedenis en kent verschillende vormen, waarin diverse theatrale elementen in wisselende samenstelling voorkomen of voorkwamen. Bekende oudere voorbeelden in de westerse wereld zijn de opera en de musical. Sinds ongeveer 1970 zijn nieuwe vormen ontstaan, geïnitieerd vanuit zowel vanuit de toneelwereld als de Internationale Nieuwe Scene als vanuit de (pop)muziekwereld, zoals The Who.
Doorgaans hebben acteurs voor muziektheatervoorstellingen aan een muziektheateropleiding gestudeerd.

## Geschiedenis
Muziektheater in de westerse traditie gaat terug tot het oude Griekenland of eerder. De drama's in het oude Griekenland werden geheel of gedeeltelijk gezongen. De Romeinen combineerden dans met toneel en middeleeuwse bijbelopvoeringen werden gezongen omdat veel mensen niet konden lezen. Gaandeweg ontstonden pantomimes en komische opera's die in de eeuwen erna een stevige traditie vestigden. 
Omdat de met name in Frankrijk populaire opéra comique steeds langere en serieuzere stukken opleverden, ontwikkelde  Jacques Offenbach in Parijs als reactie hierop het genre operette. Dit waren stukken met goed in het gehoor liggende muziek en veel satire. Wenen volgde met een eigen vorm van luchtige operettes. Johann Strauss jr. (1825-1899) werd de belangrijkste operettecomponist. Britten maakten eveneens deze lichtere vorm van muziektheater. Vooral de operettes op basis van de komische stukken van toneelschrijver William S. Gilbert en klassiek musicus Arthur Sullivan waren populair. Speciaal voor kinderen raakten halverwege de negentiende eeuw de subgenres de kindercantate en de kinderoperette in zwang.
Aan het eind van de negentiende eeuw ontstond de musical uit  dit type operette en andere podiumkunstvormen zoals de revue. De musical werd groot en populair in de Verenigde Staten. Waar veel hedendaagse opera's en operette passen in de traditie van de klassieke muziek zijn musicals een vorm van lichte muziek. Het onderscheid tussen opera, operette en musical is echter soms moeilijk te maken. 
Ondertussen had zich ook het ballet ontwikkeld, ontstaan tijdens de Italiaanse renaissance en  verder gerijpt aan het Franse hof totdat het in de 18e eeuw een aparte volwaardige vorm van muziektheater was, met dans, muziek en vormgeving als belangrijke theatrale elementen.

## Muziektheater vanaf ongeveer 1970
In de eerste helft en zeker omstreeks de jaren 1960 en 1970 ontstonden nieuwe stromingen binnen het muziektheater. 
In Nederland is muziektheater sterk beïnvloed door Hauser Orkater. Deze groep is in 1972 opgericht door onder anderen de muzikanten Dick Hauser en Rob Hauser, de kunstenaar Jim van der Woude en de broers Alex van Warmerdam, Marc van Warmerdam en Vincent van Warmerdam, die alle drie veel ervaring met straattheater hadden. De groep bracht met veel succes een geïntegreerde vorm van absurd theater en bijzondere popmuziek in fraaie decors. Uit deze groep kwamen allerlei groepen voort, veelal onder de vlag van Stichting Orkater. 
In dezelfde periode opereerde de Groningse groep Werk in Uitvoering (1973-1985) die toneel, popmuziek en vormingswerk samenbracht. De groep stelde thema's aan de orde  als werkloosheid, criminaliteit. de opkomst van rechts-populistische partijen als de Centrumpartij en racisme. 
De Belgische Internationale Nieuwe Scene bracht vooral in de jaren 1970 en 1980 met veel succes geëngageerd muziektheater, geïnspireerd door toneelschrijver Dario Fo. De groep maakte gebruik van oude theatertradities zoals het Commedia dell'arte, volkstheater, poëzie en muziek. 
Beide groepen speelden veelal buiten het gangbare schouwburgcircuit.
Van later datum is De Kift (1987) uit Oostknollendam die zich van punkband ontwikkelde tot een muziektheatergroep waarin ook andere vormen van muziek en theater een rol speelden. 
Binnen het jeugdtheater experimenteerde men eveneens met muziektheater, zoals de Overijsselse groep De Blauwe Zebra en de jeugdtheatergroep  Wederzijds. 
In 1994 ontstond in Antwerpen Muziektheater Transparant. Dit sterk internationaal gerichte gezelschap  brengt uiteenlopende kunstdisciplines samen, zoals klassieke en moderne  muziek, zang, beeldend kunst en verschillende vormen van toneel, vaak met een maatschappelijk engagement. De voorstellingen van Muziektheater Transparant worden niet alleen gespeeld in schouwburgen, maar ook op bijzondere plaatsen op evenementen. 
In de 21e eeuw was het de Groningse dansformatie Club Guy and Roni die spraakmakend muziektheater initieerde. Vanaf 2018 werkte deze dansgroep samen met het Noord Nederlands Toneel, Asko❘Schönberg en Slagwerk Den Haag onder de noemer NITE. De NITE-producties omvatten dans, toneel en muziek, vormgeving en video. 
Verschillende NITE-producties maar ook andere muziektheaterstukken van bijvoorbeeld Werk in uitvoering vertonen vanwege hun ritmische popmuziek verwantschap met de rockopera die in de jaren 1960 en 1970 opkwam en onder ander vormgegeven werd door de popgroepen The Who en Pink Floyd.